# Wellington nationalpark
Wellington nationalpark är en nationalpark i Australien.   Den ligger i delstaten Western Australia, i den sydvästra delen av landet, 3 000 km väster om huvudstaden Canberra. Wellington nationalpark ligger 313 meter över havet. Den ligger vid sjön Wellington Reservoir.
I omgivningarna runt Wellington nationalpark växer i huvudsak städsegrön lövskog.